# Bullaque (Guadiana)
Der Bullaque (spanisch Río Bullaque) ist ein rechter (nördlicher) Nebenfluss des Guadiana, der durch die Provinz Ciudad Real (autonome Gemeinschaft Kastilien-La Mancha) in Spanien fließt. Er hat eine Länge von ungefähr 91 km und ein Einzugsgebiet von ca. 1603 km².
Seine Quellbäche vereinen sich in der Nähe der Ortschaft Retuerta del Bullaque. Ungefähr zwölf Kilometer südöstlich von Retuerta del Bullaque wird er von der Talsperre Torre de Abraham zu einem Stausee (span. Embalse de Torre de Abraham) aufgestaut. Unterhalb der Talsperre streift der Bullaque dann kurz den östlichen Rand des Nationalparks Cabañeros.
Der Bullaque mündet ungefähr 200 m südlich der Ortschaft Luciana in den Guadiana.